# Gymnoscopelus braueri
Gymnoscopelus braueri är en fiskart som först beskrevs av Lönnberg, 1905.  Gymnoscopelus braueri ingår i släktet Gymnoscopelus och familjen prickfiskar. Inga underarter finns listade i Catalogue of Life.